# Objektivbajonett

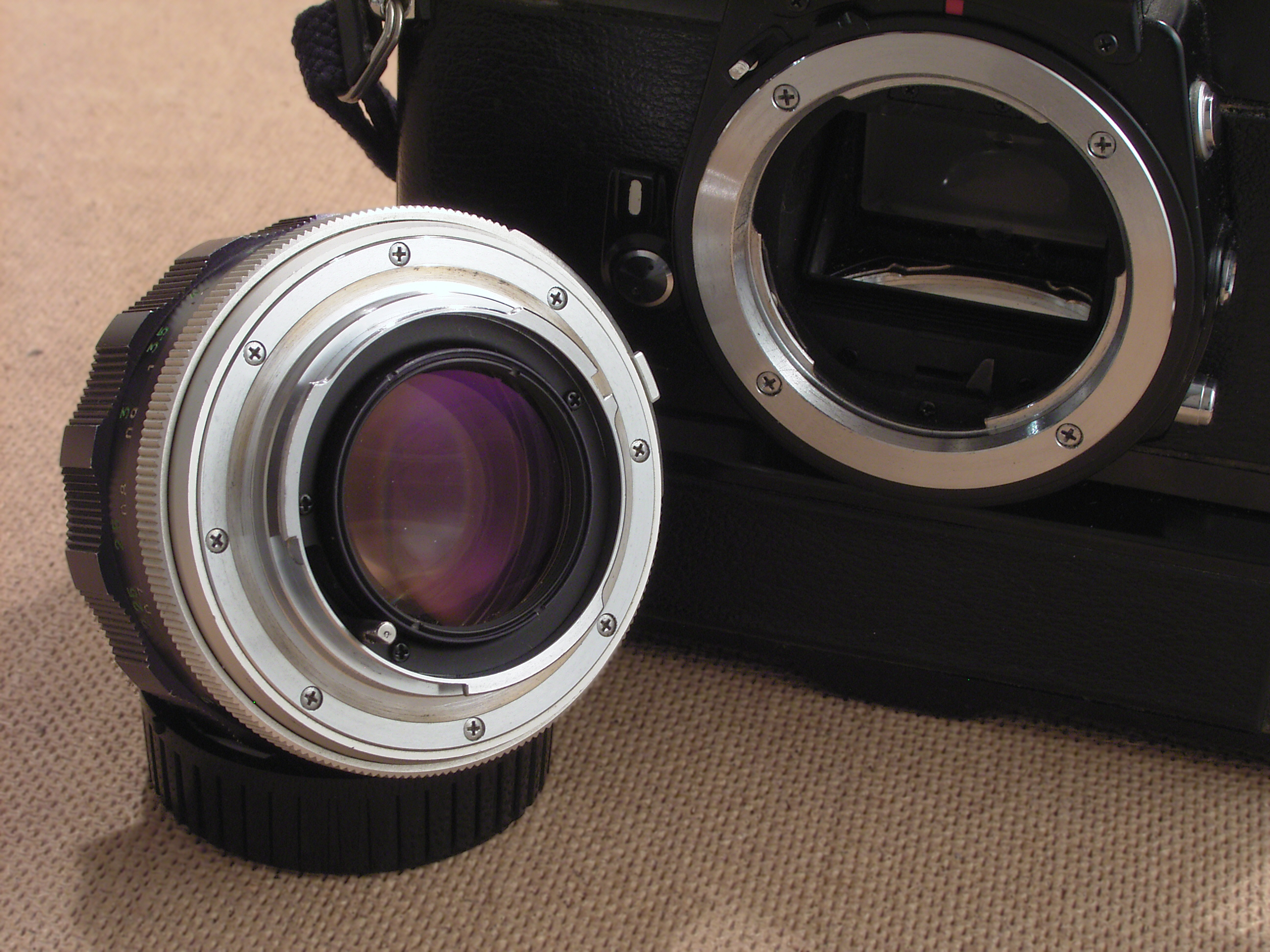
Objektivbajonett eines Kamerasystems mit manueller Scharfeinstellung (Minolta MC/MD)

Ein Objektivbajonett ist in der Fototechnik der verbreitetste Objektivanschluss für Wechselobjektive. Es ist je nach Hersteller unterschiedlich ausgeführt und basiert auf „Nasen“ rund um die Hinterlinse des Objektivs, die in entsprechende Aussparungen des Flanschrings am Kameragehäuses eingreifen.
Vorteil eines Bajonettverschlusses gegenüber Schraubanschlüssen ist die einfache Handhabung: Die Ansetzposition ist meist mit einem farbigen Punkt am Kameragehäuse und am Objektiv markiert. Mit einer Drehung (meist um 60 bis 90 Grad) sind Objektiv und Kamera miteinander gekoppelt, und man muss nicht umgreifen. Das Einrasten bedarf nur des genauen Positionierens und Drehens; beim Erreichen der korrekten Kopplung rastet das Objektiv deutlich hörbar ein. Mit Hilfe eines Knopfes am Kameragehäuse oder Objektiv kann das Objektiv wieder entriegelt werden.
Der Abstand zwischen Film bzw. Sensor und der Objektivauflage am Bajonett wird als Auflagemaß bezeichnet, er differiert je nach Hersteller und liegt bei Kleinbildspiegelreflexkameras oft um die 45 mm, bei spiegellosen Systemen desselben Bildformats meist unter 20 mm.
Neben der reinen Befestigungsfunktion sind zumeist im Bajonett auch Elemente der Sensorik und Aktorik integriert:
- Dem Kameragehäuse wird (per Stellnase oder elektrischen Kontakten) mitgeteilt, um welches Maß sich der Lichteinfall beim Belichtungsvorgang verringern wird, wenn sich die offene Blende des Objektivs zum Belichten auf den vorgewählten Wert schließt.
- Das Gehäuse weist kurz vor dem Belichtungsvorgang das Objektiv an, die Blende zu schließen: meist, indem eine vorgespannte Feder des Objektives um eine bestimmte Wegstrecke entlastet wird.
- Bei Autofokus-Kameras erfolgt die zur Fokussierung notwendige Verschiebung der Linsengruppen im Objektiv über einen Motor. Je nach Modell und Hersteller kann dieser Motor im Kameragehäuse sitzen und wird über eine Welle im Objektivbajonett an das Objektiv gekoppelt, oder der gesamte Antrieb befindet sich im Objektiv, und es findet nur eine elektrische Übertragung von Steuerinformationen statt.
- Moderne Bajonette für digitale Kamerasysteme übertragen zahlreiche weitere Informationen zwischen Kameraelektronik und Objektiv, wie beispielsweise die eingestellte Brennweite oder Informationen, die Anti-Shake-Mechanismen betreffen oder automatische Korrekturen von Abbildungsfehlern wie CA oder Verzeichnungen erlauben. Einige davon werden in den Exif-Daten gespeichert.

## Aktuelle Bajonette in der Digitalfotografie
| Bajonett | Sensorgröße                        | Auflagemaß {\displaystyle a} | Durchmesser {\displaystyle A} | Maximaler bildseitiger Öffnungswinkel {\displaystyle \omega _{\text{max}}} 1 | Minimale Blendenzahl {\displaystyle k_{\text{min}}} 2 | Kameratyp 3     | Kamera-Baureihen                                 |
| --- | ---------------------------------- | ---------------------------- | ----------------------------- | ---------------------------------------------------------------------------- | ----------------------------------------------------- | --------------- | ------------------------------------------------ |
| Canon EF | Vollformat                         | 44 mm                        | 54 mm                         | 63°                                                                          | 0,96                                                  | (D)SLR          | Canon EOS                                        |
| Canon EF-M | APS-C                              | 18 mm                        | 47 mm                         | 105°                                                                         | 0,63                                                  | DSLM            | Canon EOS M                                      |
| Canon EF-S | APS-C                              | 44 mm                        | 54 mm                         | 63°                                                                          | 0,96                                                  | DSLR            | Canon EOS                                        |
| Canon RF | Vollformat                         | 20 mm                        | 54 mm                         | 107°                                                                         | 0,62                                                  | DSLM            | Canon EOS R                                      |
| Canon RF-S | APS-C                              | 20 mm                        | 54 mm                         | 107°                                                                         | 0,62                                                  | DSLM            | Canon EOS R                                      |
| Fujifilm G | Mittelformat                       | 26,7 mm                      | 65 mm                         | 101°                                                                         | 0,65                                                  | DSLM            | Fujifilm GFX                                     |
| Fujifilm X | APS-C                              | 17,7 mm                      | 44 mm                         | 102°                                                                         | 0,64                                                  | DSLM            | Fujifilm X                                       |
| Hasselblad HCD | Mittelformat                       | 61,63 mm                     | 67,5 mm                       | 57°                                                                          | 1,04                                                  | DSLR            | Hasselblad H                                     |
| Hasselblad XCD | Mittelformat                       | 20 mm                        | 61 mm                         | 113°                                                                         | 0,60                                                  | DSLM            | Hasselblad X                                     |
| Leica L | Vollformat und APS-C               | 20 mm                        | 51,6 mm                       | 104°                                                                         | 0,63                                                  | DSLM            | Leica CL, SL, TL2; Panasonic Lumix S; Sigma      |
| Leica M | Vollformat                         | 27,8 mm                      | 44 mm                         | 77°                                                                          | 0,81                                                  | Messsucher/DSLM | Leica M                                          |
| Leica S | Mittelformat                       | 53 mm                        | 66 mm                         | 64°                                                                          | 0,95                                                  | DSLR            | Leica S                                          |
| Micro Four Thirds | 4/3″                               | 19,25 mm                     | 38 mm                         | 89°                                                                          | 0,71                                                  | DSLM            | Olympus Pen, OM-D; Panasonic Lumix G             |
| Nikon 1 | 1″                                 | 17 mm                        | 40 mm                         | 99°                                                                          | 0,66                                                  | DSLM            | Nikon 1                                          |
| Nikon F | Vollformat und APS-C               | 46,5 mm                      | 44 mm                         | 51°                                                                          | 1,17                                                  | (D)SLR          |                                                  |
| Nikon Z | Vollformat und APS-C               | 16 mm                        | 55 mm                         | 120°                                                                         | 0,58                                                  | DSLM            | Nikon Z 5, Z 6, Z 7, Z 50                        |
| Pentax K | Vollformat und APS-C               | 45,46 mm                     | 44 mm                         | 52°                                                                          | 1,15                                                  | (D)SLR/DSLM     |                                                  |
| Pentax Q | 1/2,3″, 1/1,7″                     | 9,2 mm                       | 31 mm                         | 119°                                                                         | 0,58                                                  | DSLM            |                                                  |
| Pentax 645 | Mittelformat                       | 70,87 mm                     | 61,2 mm                       | 47°                                                                          | 1,26                                                  | (D)SLR          |                                                  |
| Sigma SA | Vollformat                         | 44 mm                        | 44 mm                         | 53°                                                                          | 1,11                                                  | (D)SLR/DSLM     |                                                  |
| Sony A | Vollformat und APS-C               | 44,5 mm                      | 49,7 mm                       | 58°                                                                          | 1,03                                                  | (D)SLR          | Sony α, ursprünglich 1985 von Minolta entwickelt |
| Sony E | Vollformat und APS-C, Videosysteme | 18 mm                        | 46,1 mm                       | 104°                                                                         | 0,63                                                  | DSLM            | Sony α (auch als NEX bezeichnet)                 |
| 1 Der maximale bildseitige Öffnungswinkel {\displaystyle \omega _{\text{max}}} ergibt sich aus dem Durchmesser der Austrittspupille {\displaystyle A} und dem Auflagemaß {\displaystyle a} wie folgt: {\displaystyle \omega _{\text{max}}=2\arctan {\frac {A}{2a}}} 2 Mit der Abbeschen Sinusbedingung kann daraus die minimale Blendenzahl {\displaystyle k_{\text{min}}} ermittelt werden, bei der auf der Bildachse theoretisch keine Bildfehler auftreten müssen: {\displaystyle k_{\text{min}}={\frac {1}{2\sin {\frac {\omega _{\text{max}}}{2}}}}} 3 SLR: analoge Spiegelreflexkamera, DSLR: digitale Spiegelreflexkamera, DSLM: spiegellose Systemkamera |                                    |                              |                               |                                                                              |                                                       |                 |                                                  |

## Historische und klassische Bajonett-Anschlüsse
Bekannte historische und klassische Bajonett-Anschlüsse für Kleinbild-Kameras sind u. a.
- Praktina-Bajonett, Produktion der Praktina von 1952 bis 1960
- Exakta-Bajonett, Produktion von Kameras mit Exakta-Bajonett: 1936–1979
- Konica AR-Bajonett, 1965 bis zum Ende der Herstellung von Konica-Spiegelreflexkameras 1987
- Canon FD-Bajonett, 1971 bis Ende der 1980er Jahre
- Minolta SR-Bajonett, 1959 mit der Minolta SR-1 eingeführt, 1966 mit TTL-Offenblendenmessung (MC), 1977 mit Blendenautomatik (MD) weiterentwickelt
- Praktica B-Bajonett, „PB-Mount“, Produktion der Praktica B-Kameras von 1978 bis 2001

Ein bekannter Bajonettanschluss für Mittelformat-Kameras ist das ursprünglich für die Praktisix entwickelte, aber durch die Pentacon Six und die Kiev 60 stark verbreitete P6-Bajonett.

## Abbildungen

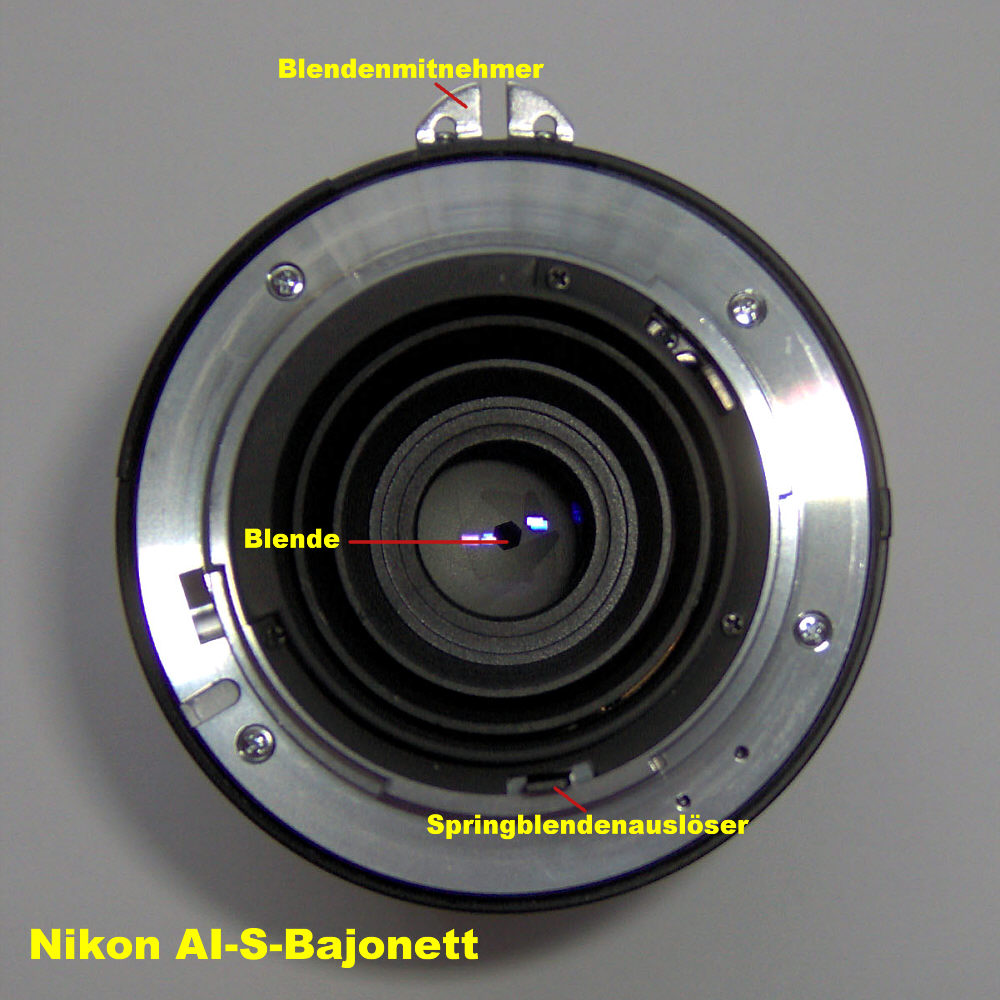
Ein Objektiv mit mechanischen Übertragungselementen für die Blendensteuerung (Nikon F in der Version AI-S)
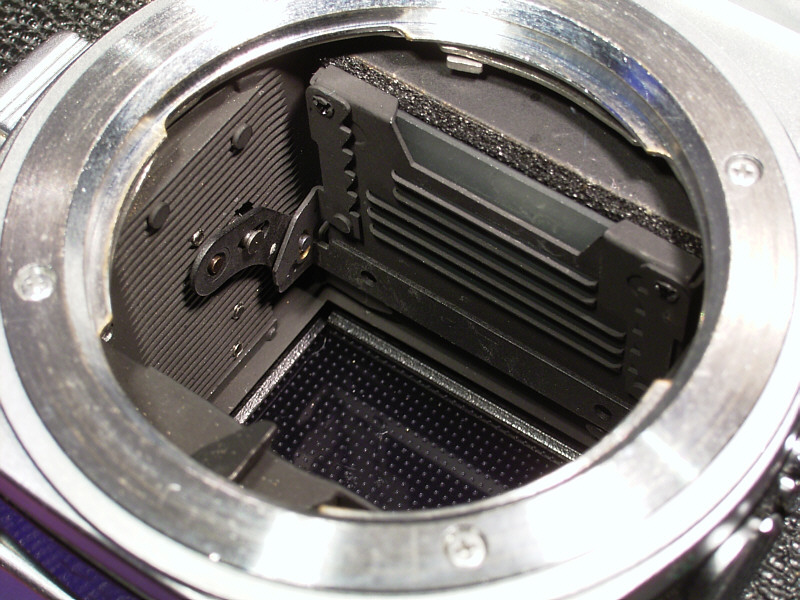
Kameraseite: oben: Nocken zur Bajonettverriegelung, unten: Hebel zur Steuerung der Objektivblende (Minolta MC)
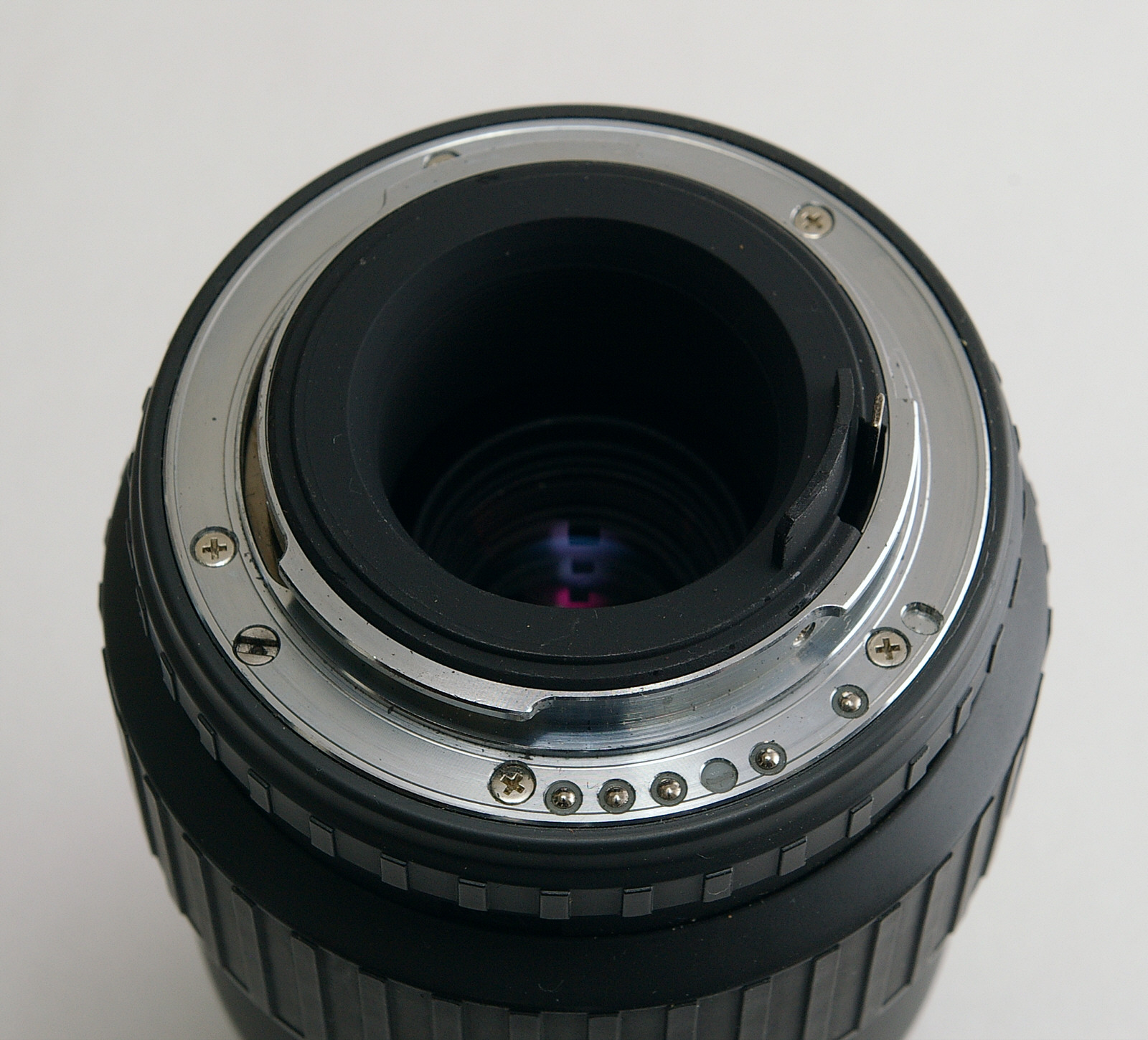
Ein Bajonett mit elektrischen Kontakten für Objektivdaten und mechanischen Übertragungselementen für Autofokus und Blende (Pentax KAF)
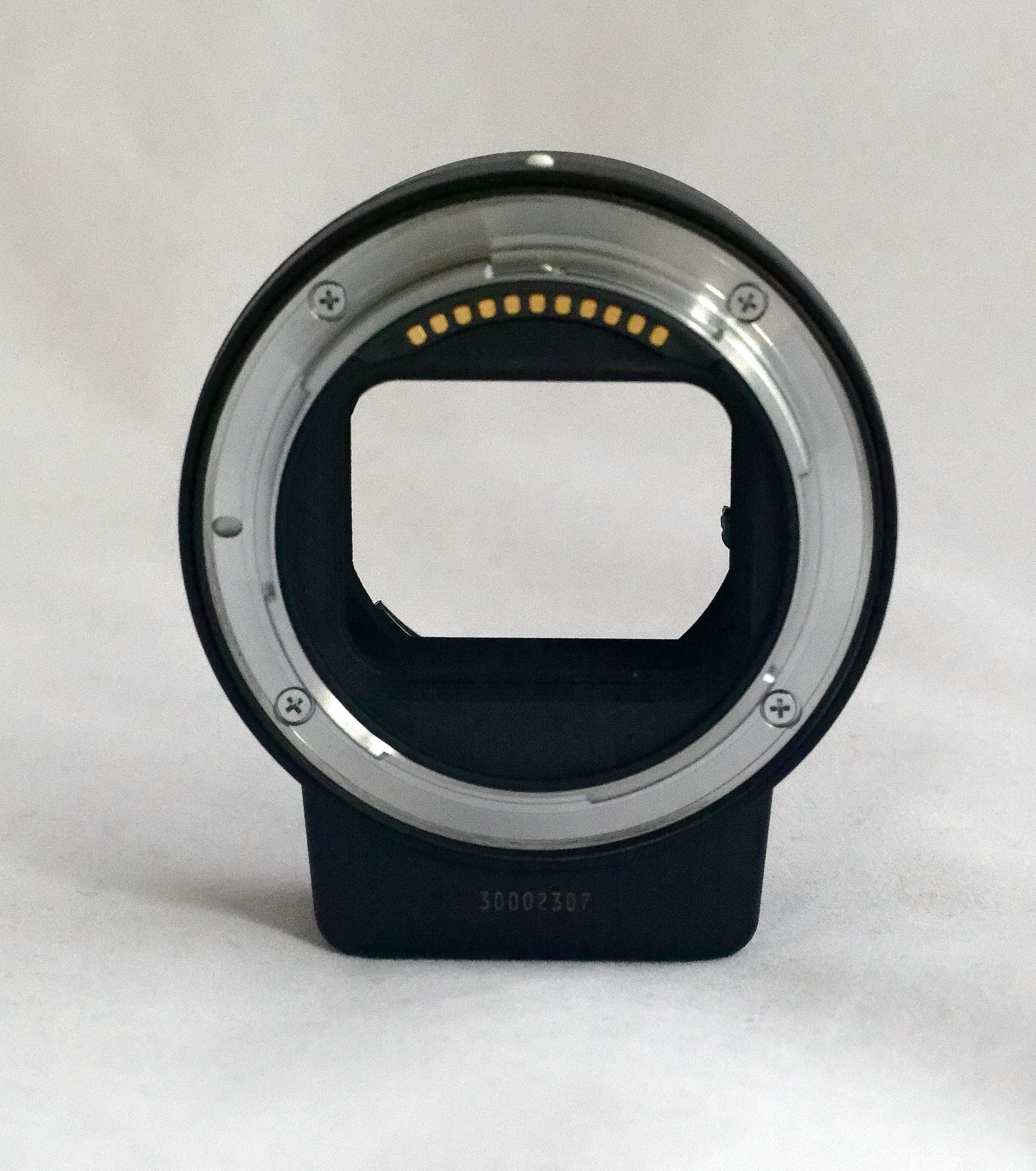
Bajonettadapter FTZ kameraseitig